# Флатуленция
Флатуленцията (неформално „пърдене“,пръцкане) е процес на изхвърляне на смес от газове (флатус, на латински: flatus) през ануса на бозайниците, обикновено придружен с характерна миризма и звук.
Понятието флатуленция е много близко до явлението метеоризъм при човека. Така се нарича подуването на корема вследствие на прекомерно образуване на флатус. Думата идва от гръцкото meteoron – „нещо повдигнато“. Всичко, което води до неусвояване на храната в стомаха или тънките черва (при което тя достига до дебелото черво), може да доведе до метеоризъм.

## Състав на флатуса
Безмирисните газове са обикновено от погълнат азот, произведен от аеробни микроби, или погълнат въглероден диоксид, произвеждан от някои микроби и консумиран от други водород, както и по-малки количества погълнат кислород и произведен от анаеробни микроби метан.
Миризмите са резултат от малки количества други компоненти (обикновено серни съединения).

## Причини
Продуктите, предизвикващи флатуленция, обикновено са с високи съдържания на полизахариди, особено олигозахариди (въглехидрати) като инулин. Такива храни са бобовите растения (боб, леща, грах), млечните продукти, лукът, чесънът, празът, ряпата, картофите, кашуто, ябълките, газираните напитки, бирата, както и овесът, пшеницата или маята в хляба. Също така кръстоцветни зеленчуци като карфиол, броколи, зеле и други, принадлежащи към род зеле (Brassica).
При бобовите растения изглежда, че газовете произтичат от комплексни олигозахариди, които са особено устойчиви на храносмилането от бозайници, но са лесно смилаеми от чревната флора – микроорганизми (метан произвеждащи археи), които обитават храносмилателния тракт. Тези олигозахариди преминават през горната част на червата до голяма степен непроменени и когато достигат до долната част, бактериите се хранят с тях, като произвеждат обилни количества флатус.
В случая на хора, които имат непоносимост към лактоза, храносмилателните бактерии, които се хранят с нея, могат да доведат до прекомерно производство на газове, когато се консумират мляко или други вещества, съдържащи лактоза.
Диетите с високо съдържание на белтъчини, особено съдържащи сяра аминокиселини, са доказали, че значително повишават миризмата на отделяните газове.

## История
През Средновековието, за разлика от настоящето, подобни теми не са табу.
Преди повече от 150 години, през японския период Едо (1603 – 1868), група анонимни японски художници са създали 10 метров дълъг свитък, озаглавен He-Gassen (на японски: 屁合戦 – „Състезание по пърдене“). Свитъкът, датиращ приблизително от около 1846 г., се състои от около 15 различни сцени и изобразява епична битка между различни мъже и жени, отделящи храносмилателни газове. „Мощните пориви на човешкия вятър“, които се изобразяват, могат да преминат през дървета и други предмети, да издухат котки и да прекосят широките бойни полета.
Защо художниците са създали този свитък, е неизвестно. Някои смятат, че това е политическа карикатура, форма на социален коментар, изобразяваща античужди настроения.